# Rhingia caerulescens
Rhingia caerulescens är en tvåvingeart som beskrevs av Friedrich Hermann Loew 1858. Rhingia caerulescens ingår i släktet näbblomflugor, och familjen blomflugor. Inga underarter finns listade i Catalogue of Life.